# Christoph von Urach (Künstler)
Christoph von Urach (* um 1480 vermutlich in Urach; † nach 1543) war ein Bildhauer und Bildschnitzer in der ersten Hälfte des 16. Jahrhunderts.

## Leben und Werk
Über das Leben des Christoph von Urach ist wenig bekannt. In der Inschrift des ersten ihm sicher zuzuschreibenden Werks, des laut Inschrift am 30. April 1518 aufgestellten Taufsteins der Stiftskirche St. Amandus in Urach, nennt er sich „Christoph, Bildhauer, Bürger von Urach“. Der Taufstein ist noch ganz dem gotischen Stil zuzuordnen. Möglicherweise hat der Künstler sich selbst in der Gestalt des Josefs dargestellt, dessen Zepter als Statthalter des Pharaos direkt auf den Namen Christophorum weist. Der Taufstein mit seinen anspruchsvollen Bildprogramm entstand als Auftragswerk der Brüder vom gemeinsamen Leben. Aber schon bei dem 1513–1517 entstandenen Chorgestühl der ebenfalls mit den Brüdern vom gemeinsamen Leben verbundenen Stiftskirche Herrenberg, das ähnlich ausdrucksvolle Gesichter zeigt wie der Taufstein, wird Christoph zumindest die Mitarbeit in der Werkstatt von Heinrich Schickhardt zugeschrieben.
Nach der Reformation verlagerte Christoph von Urach seine Werkstatt in die altgläubig gebliebene Markgrafschaft Baden und stand im Dienste des Markgrafen. Die Werke aus dieser Zeit, zumeist Grabdenkmäler, sind frühe Zeugnisse der Renaissance in Baden. Das letzte ihm eindeutig zuzuschreibende Werk ist das am 24. September 1543 signierte Grabmal des Grafen Michael II. von Löwenstein in der Stiftskirche St. Marien von Wertheim. Hans Rott schrieb ihm darüber hinaus auch die Tumba des Markgrafen Ernst von Baden-Durlach und dessen zweiten Frau Ursula von Rosenfeld in der Schlosskirche Pforzheim zu. Bei mehreren dieser Werke lassen Qualitätsunterschiede zwischen den künstlerisch hervorragenden Figuren und dem weniger qualitätsvollen Aufbau und Dekorationen laut Rott darauf schließen, dass Christoph mit letzterem seine Werkstatt beauftragte.

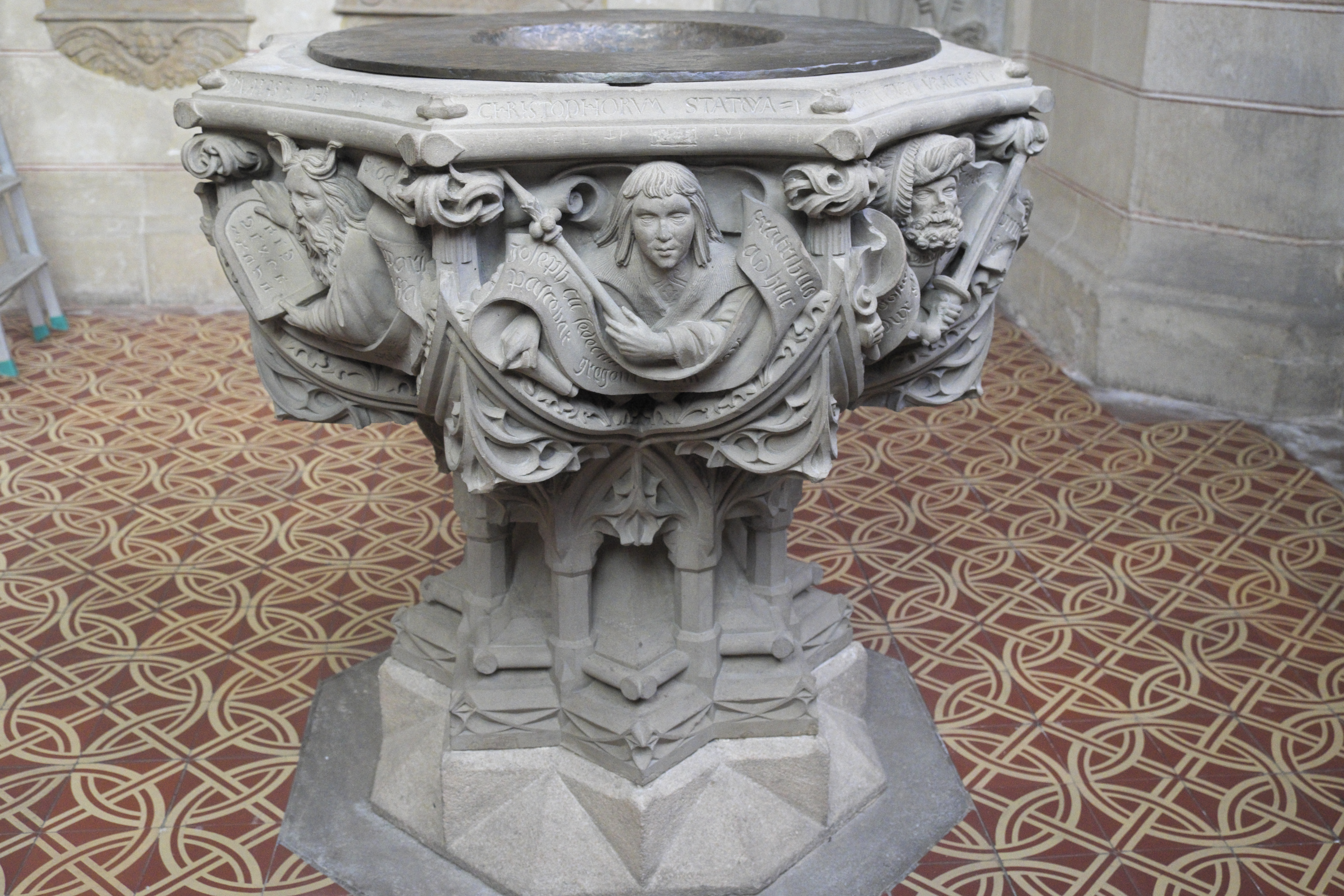
Taufstein der Uracher Stiftkirche, im Vordergrund die Figur des Josef
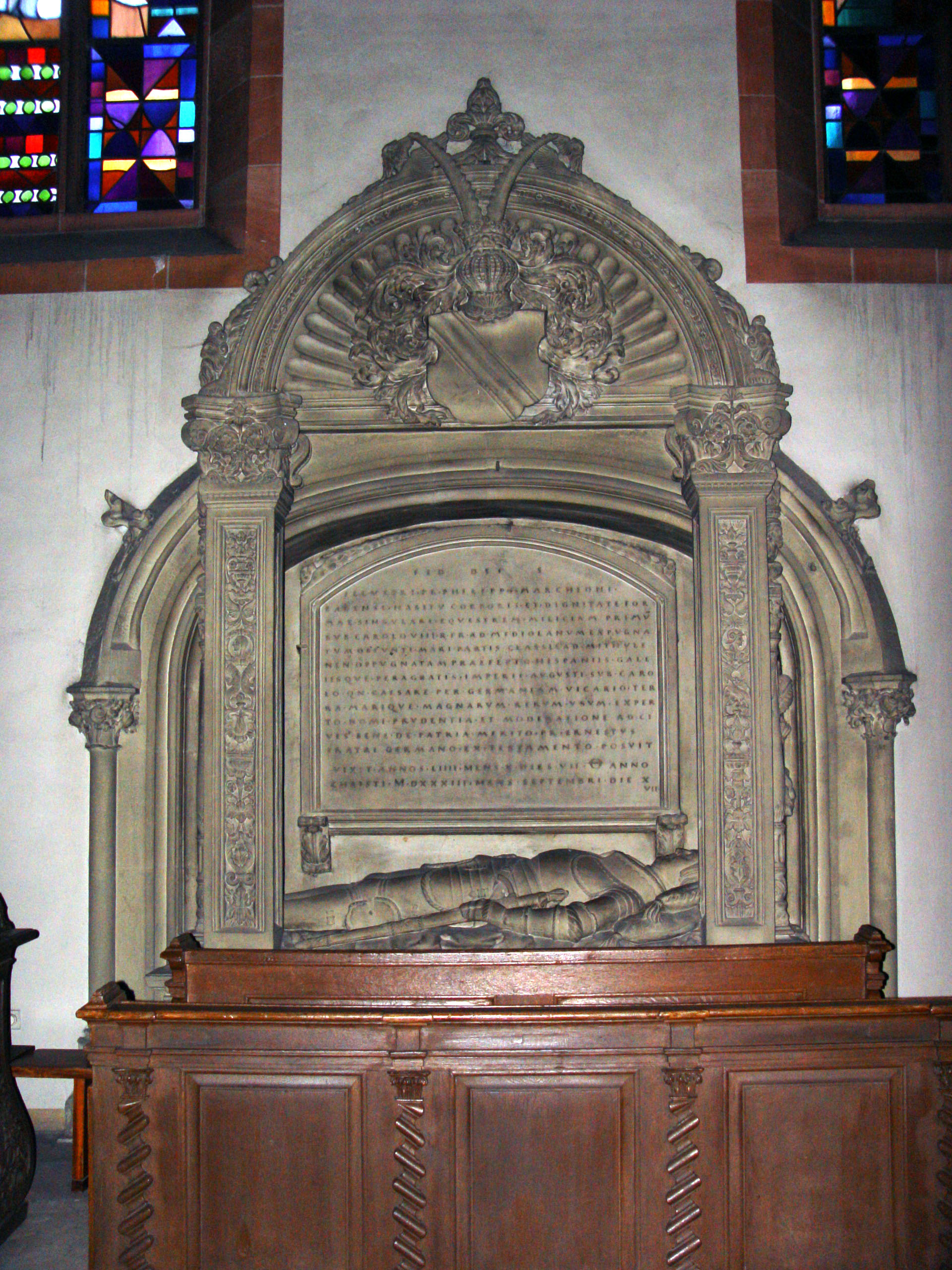
Grabmal des Markgrafen Philipp I. von Baden in Baden-Baden
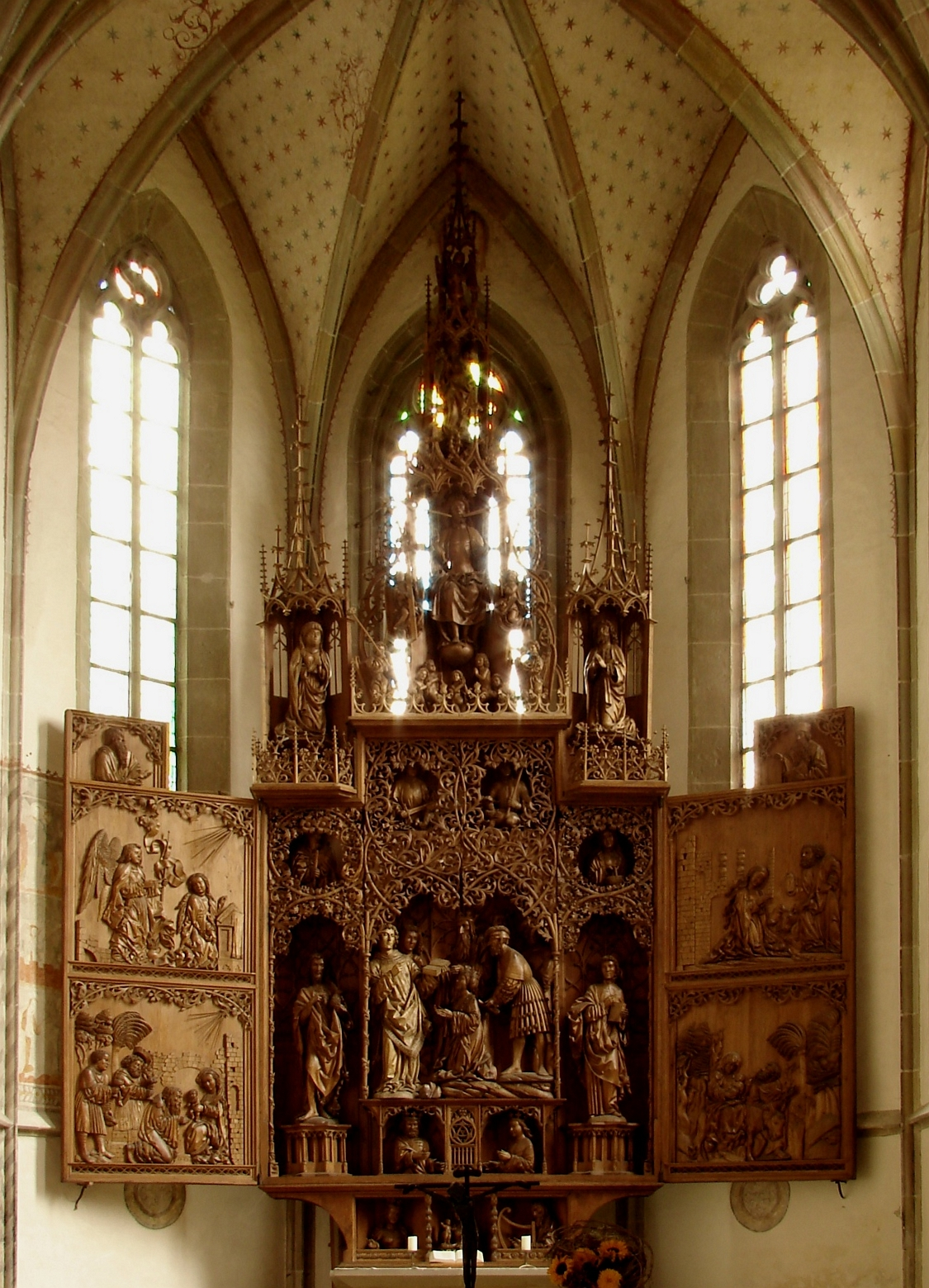
Hochaltar Stadtkirche Besigheim
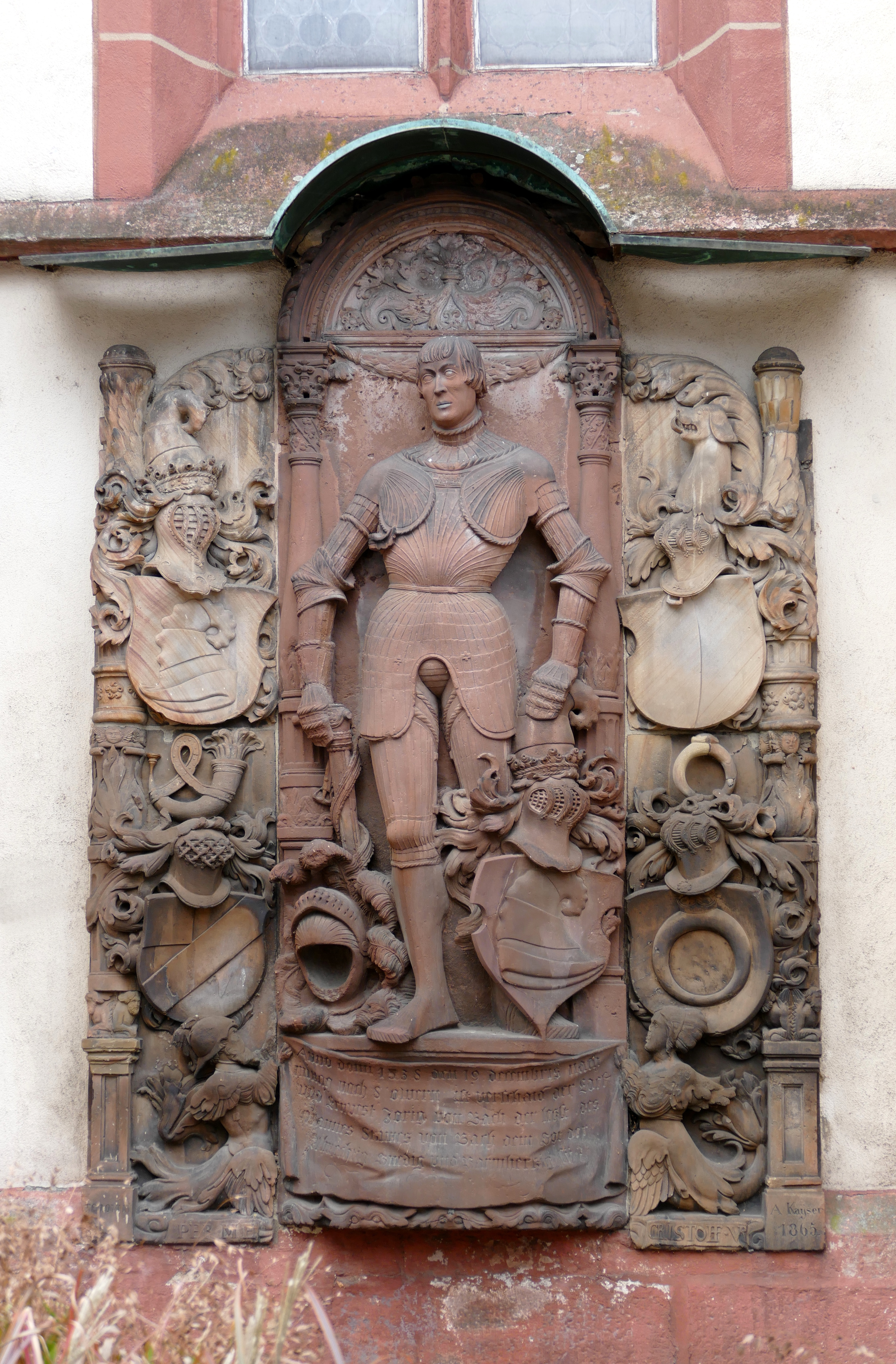
Grabmal des Jörg von Bach

Des Weiteren werden Christoph von Urach folgende Werke zugeschrieben:
- Der Hochaltar der Stadtkirche Besigheim, in den 1520er Jahren.
- Die St.-Veits-Gruppe in Ehingen an der Donau.
- Taufstein in der Marienkirche in Upfingen
- Das Grabmal des Markgrafen Philipp I. von Baden in der ehemaligen Stiftskirche in Baden-Baden (signiert).
- Hürnheimer Steinepitaphe in der Pfarrkirche St. Laurentius in Kenzingen.
- Das Grabmal des Ritters Jörg von Bach († 1538) an der Außenseite der Pfarrkirche in Offenburg (signiert).[6]